# 赤须夜蜂虎
赤须夜蜂虎（学名：Nyctyornis amictus）也称红须夜蜂虎、赤须蜂虎，一种蜂虎科鸟类，隶属于夜蜂虎属。

## 形态特征
赤须夜蜂虎体长可达32～35cm，身体大部分呈绿色，额部呈紫红色，喉部及前胸呈橘红色，尾下黄色。眼睛虹膜为黄色。